# Helen Donath
Helen Donath, född Erwin den 10 juli 1940 i Corpus Christi, Texas, är en amerikansk sopran inriktad på lyriska sopranroller i Mozart- och den tyska och italienska operarepertoaren. Hon har studerat för Paola Nivikova in New York och uppträder på stora internationella scener, till exempel Wiener Staatsoper, Metropolitan, Salzburger Festspiele, Covent Garden, La Scala.